# San Felice sul Panaro
San Felice sul Panaro (San Flîs in dialetto mirandolese) è un comune italiano di 10 861 abitanti della provincia di Modena in Emilia-Romagna, situato nella bassa pianura modenese a circa 35 chilometri a nord-est dal capoluogo ed a pochi chilometri dai comuni limitrofi Mirandola e Finale Emilia.
Fa parte dell'Unione dei Comuni Modenesi Area Nord e malgrado il nome il territorio comunale non è attraversato dal fiume Panaro, che bagna invece i comuni limitrofi di Camposanto e Finale Emilia.

## Storia
I primi insediamenti nella zona, che anticamente fu paludosa e boscosa, risalgono alla cultura delle terramare.
In epoca romana, iniziarono i primi lavori di bonifica e di trasformazione del territorio, proseguiti poi successivamente ed in particolare nell'VIII secolo in modo sistematico ad opera dei monaci dell'Abbazia di Nonantola. 

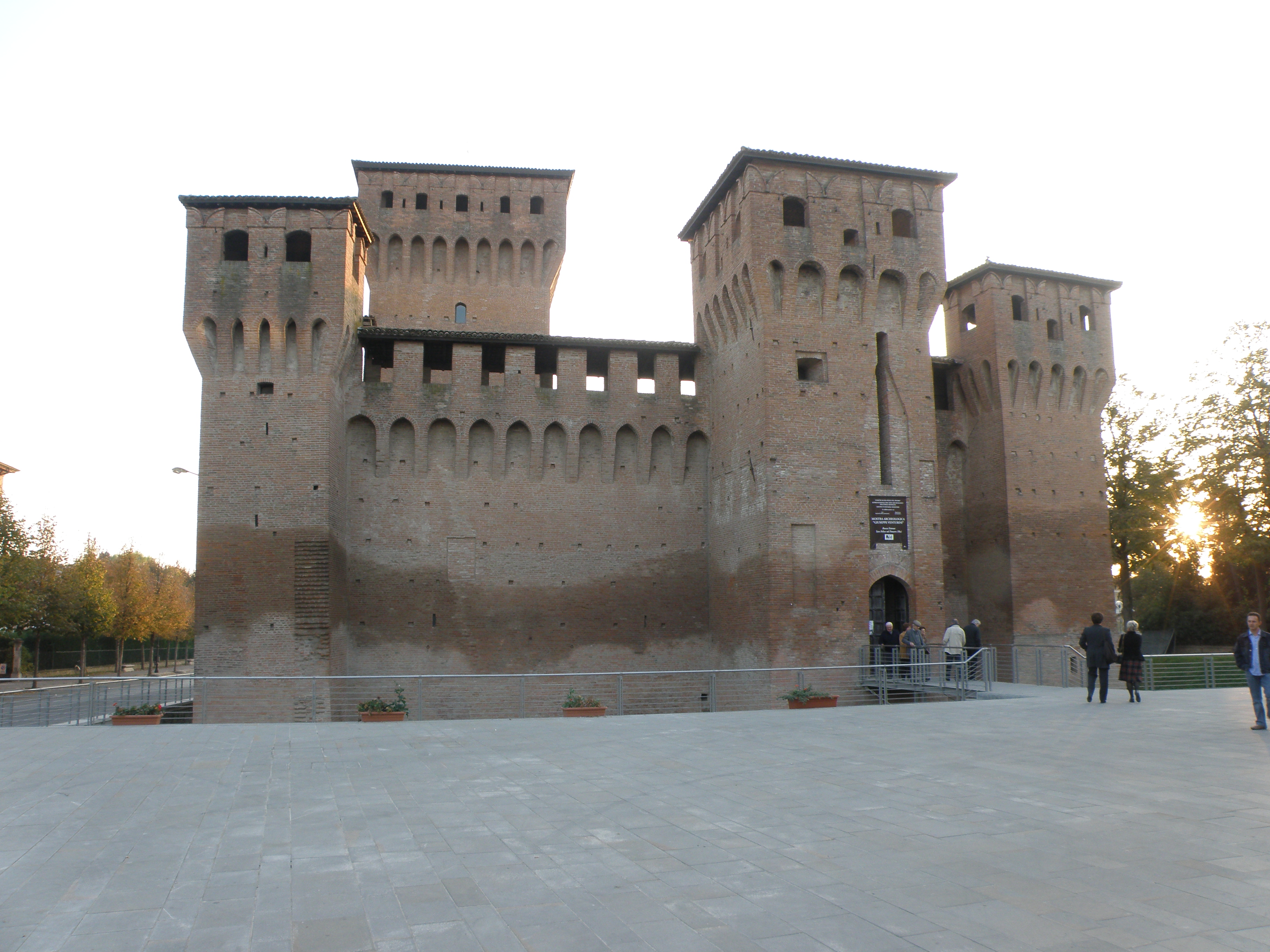
San Felice sul Panaro: la Rocca Estense, com'era prima del terremoto del 20 maggio 2012

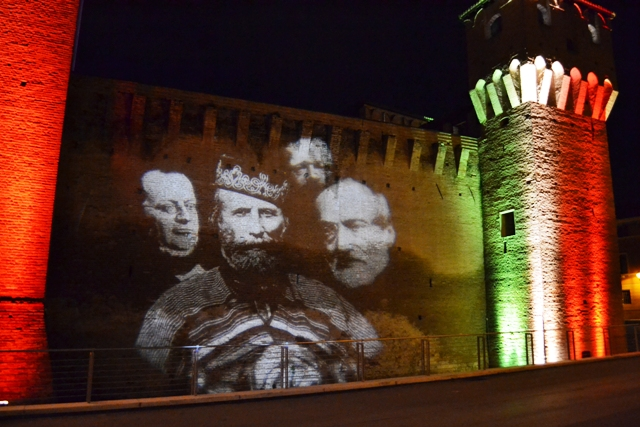
150° Unità d'Italia: La Rocca illuminata di San Felice sul Panaro

Un documento dell'anno 927 cita il villaggio fortificato di San Felice ("Castellum Sancti Felicis"): questa viene ad essere la prima menzione del toponimo, che solo dopo l'Unità d'Italia ha assunto l'appellativo di "sul Panaro" per essere distinto da altri omonimi comuni dello Stato italiano.
Con le invasioni barbariche, fu eretto a scopo difensivo un fortilizio che, con il passare del tempo, venne in seguito trasformato in un vero e proprio castello, dotato di una cinta muraria e di un fossato. Tale castello divenne poi feudo di Matilde di Canossa durante la lotta per le investiture ed in seguito le sorti del borgo furono per molto tempo legate in maniera alterna al dominio degli Este ed a quello dei Pio, signori di Carpi.
La cittadina, divenuta poi caposaldo di frontiera del Ducato di Modena, fu devastata durante il Rinascimento da invasori spagnoli e francesi. In quei secoli si sviluppò il "Sanfeliciano", che fa parte del dialetto mirandolese e che è tuttora parlato dalla maggioranza dei Sanfeliciani (anche se l'italiano lo sta sostituendo negli ultimi decenni, specialmente tra i giovani).
Con l'Unità d'Italia, San Felice registrò una notevole crescita come centro commerciale ed agricolo della "Bassa" modenese. Dopo la seconda guerra mondiale (che arrecò alcuni danni) ha avuto un notevole sviluppo come centro agricolo-industriale della "Bassa" emiliana.
Il comune è stato danneggiato dai terremoti dell'Emilia del 2012, che nel paese hanno causato tre vittime e gravissimi danni, fra cui la chiesa arcipretale andata quasi completamente distrutta, la Rocca Estense gravemente danneggiata e la torre dell'orologio crollata.

## Economia
L'economia di San Felice sul Panaro è basata sull'allevamento, la filiera agroindustriale (in particolare salumifici), l'indotto del settore biomedicale ed i servizi. 

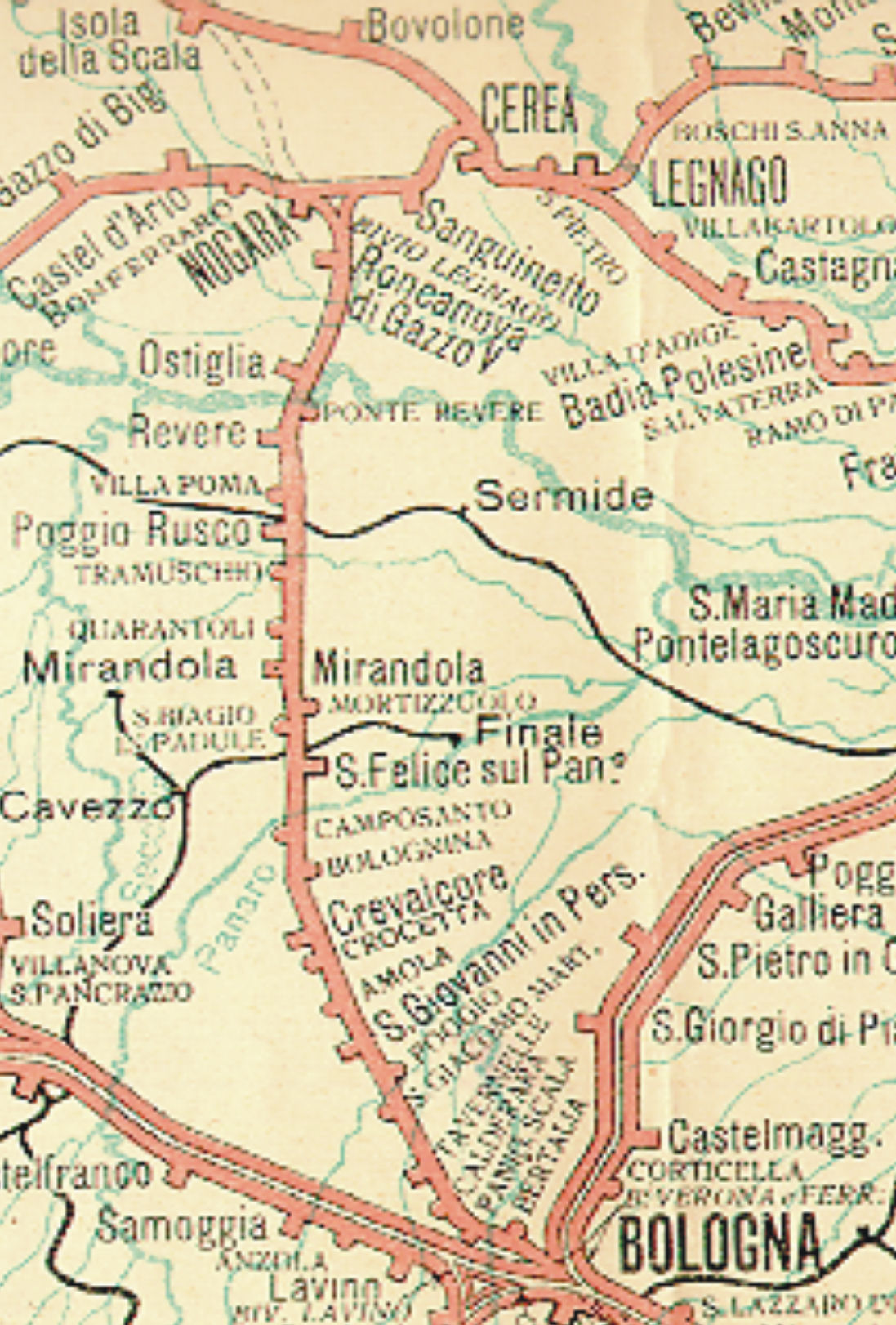
La ferrovia Bologna - Nogara (Verona) in una mappa del 1912, con la stazione di San Felice sul Panaro al centro

L'economia locale non ha abbandonato l'agricoltura, praticata con successo grazie alle favorevoli caratteristiche del terreno: si producono cereali (in particolare frumento e mais), ortaggi, foraggi, uva e frutta. Famoso è il Salame di San Felice, prodotto D.O.P. locale.
San Felice ospita la sede della Banca Popolare di San Felice sul Panaro, una delle principali banche locali della regione Emilia-Romagna, che dal 2009 ha assunto la denominazione di San Felice 1893 Banca Popolare.
Inoltre annovera tra le strutture sociali una casa di riposo. Numerosi gli impianti sportivi, che vantano anche una Scuola di Volo con un locale Campo Volo ed Aero Club.
La cittadina acquistò importanza dopo l'inaugurazione della Stazione sulla linea ferroviaria tra Bologna ed il Brennero, che facilitò l'interscambio commerciale della "Bassa" modenese.
Negli anni novanta è stato iniziato il raddoppio di questa importante tratta ferroviaria: San Felice sul Panaro è stata collegata con doppio binario a Bologna il 31 marzo 2007.
San Felice fa parte dell'Unione dei comuni modenesi dell'Area Nord della provincia di Modena. L'Unione è composta dai comuni di Camposanto, Cavezzo, Concordia sulla Secchia, Finale Emilia, Medolla (Sede amministrativa dell'unione), Mirandola, San Possidonio, San Prospero e San Felice sul Panaro.
Nelle vicinanze di San Felice dovrebbe passare la futura Autostrada Cispadana, che secondo i piani dovrebbe collegare la città di Ferrara con la Bassa modenese unendo l'A22 con l'A13. Nell'estate 2024 il completamento era rimandato al 2030.
Nel sottosuolo della vicina frazione di Rivara, la società proponente sta progettando un sito di stoccaggio sotterraneo di gas metano a uso energetico, che avrebbe una capacità di 3.700 milioni di metri cubi di gas, di cui circa 3.200 milioni di metri cubi di working gas (il gas iniettato a pressione, e successivamente ri-estratto) e 500 milioni di metri cubi di "cushion gas" (gas cuscinetto, utilizzato per mantenere "isolato" il "working gas"). Il progetto è oggetto di forti contestazioni da parte della popolazione dei comuni interessati, in quanto considerato pericoloso (per la sismicità del sottosuolo e altre motivazioni relative ai gas prodotti in superficie). La polemica sul deposito ha portato alla formazione di un comitato di cittadini "No-Gas". Anche le amministrazioni locali coinvolte (San Felice Sul Panaro, Camposanto, Mirandola, Crevalcore, Finale Emilia), la Provincia di Modena e la Regione Emilia-Romagna hanno espresso la contrarietà al progetto, supportate anche da nuove perizie tecniche.

## Società

### Evoluzione demografica

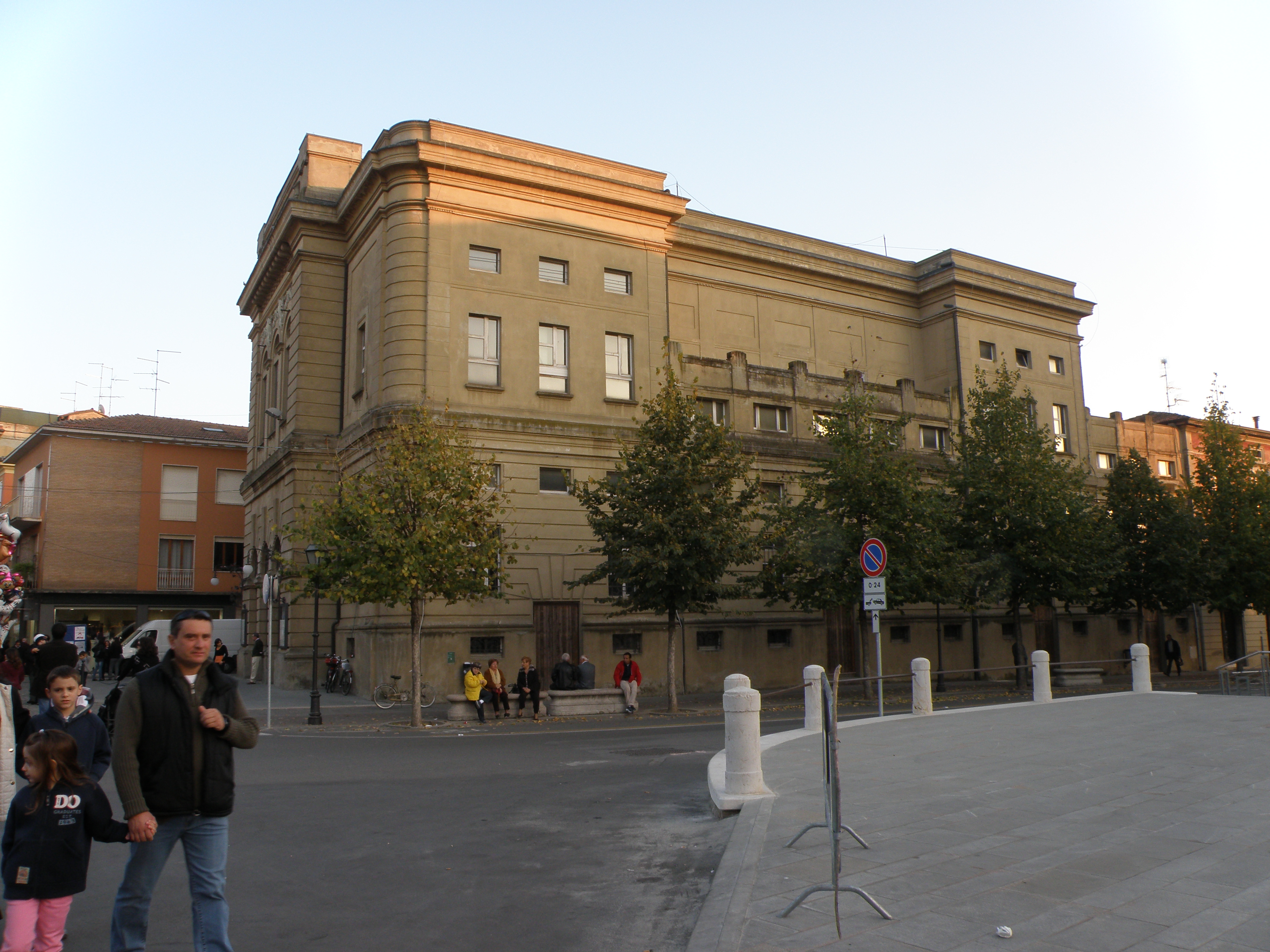
Il Teatro Comunale

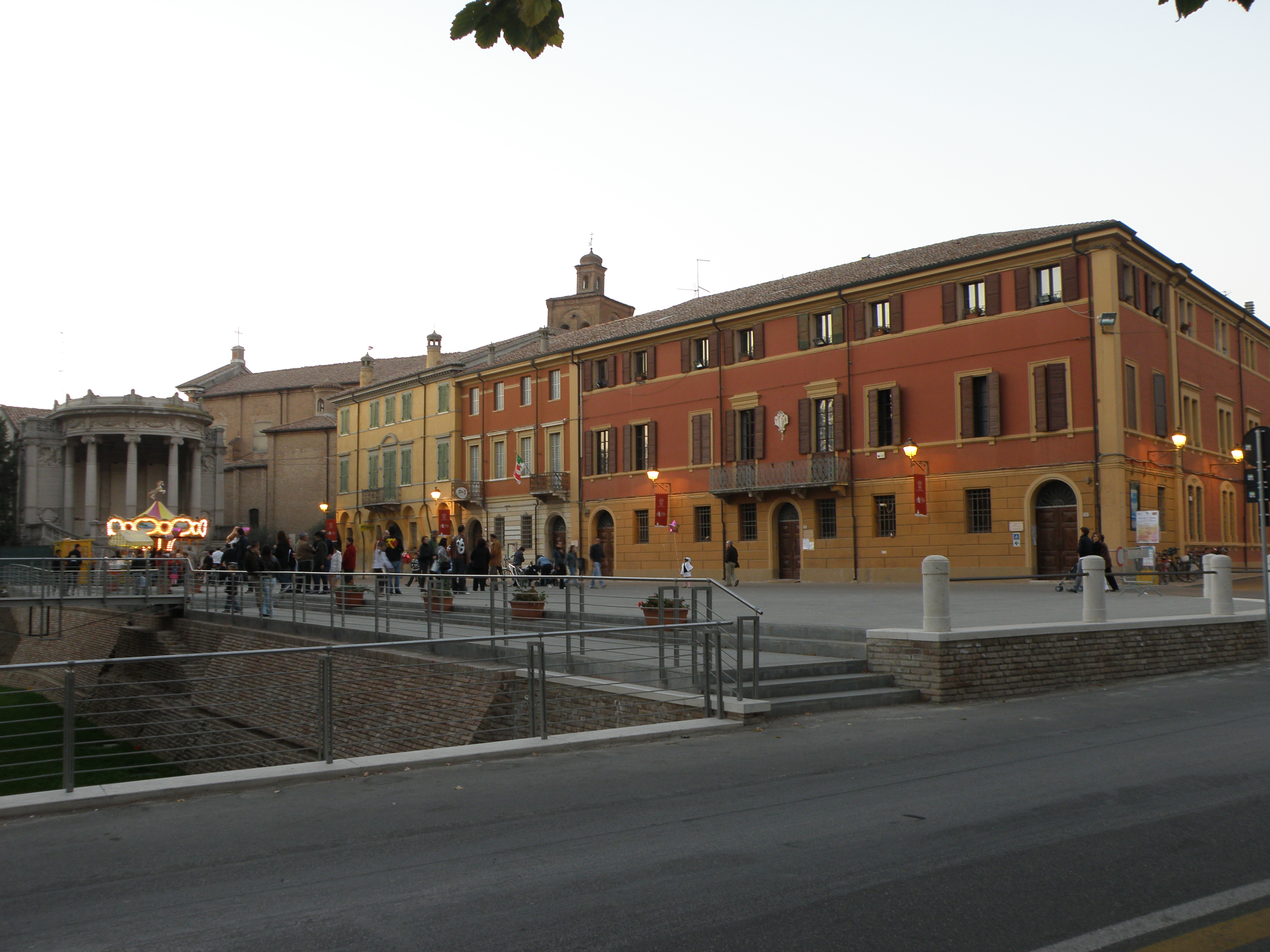
Casa Comunale

Abitanti censiti

### Etnie e minoranze straniere
Gli stranieri residenti nel comune sono 1 511, ovvero il 13,6% della popolazione. Di seguito sono riportati i gruppi più consistenti:
1. Marocco, 420
2. Romania, 193
3. Cina, 189
4. India, 103
5. Albania, 81
6. Moldavia, 74
7. Ucraina, 58
8. Nigeria, 50
9. Ghana, 48
10. Polonia, 47

### Lingua e dialetti
Oltre alla lingua italiana, a San Felice sul Panaro è utilizzato il locale "sanfeliciano", che viene catalogato come un dialetto mirandolese (una variante dell'emiliano). Comunque esiste una differenza tra il dialetto sanfeliciano e quello mirandolese:
- Sanfeliciano. Al còrav l'iva rubà da na fnestra un pcon ad furmaj; pugià in vetta a n'arbul, l'ira pront a magnarsal, quand la volp la l'ha vist; la gh'iva propria fàm.
- Mirandolese. Al córv 'l iva rubâ da na fnèstra un pcòṅ ad furmàj; pugiâ in sima a 'n àrbul, 'l éra prónt a magnàr-s-al, quànd la vólp la 'l à vdû; la gh'iva pròpria fàm.
- Italiano. Il corvo aveva rubato da una finestra un pezzo di formaggio; appollaiato sulla cima di un albero, era pronto a mangiarselo, quando la volpe lo vide; era davvero affamata.

## Infrastrutture e trasporti
Per San Felice passa l'ex strada statale 468 di Correggio (ora provinciale 468 R), la quale ad ovest porta alla statale 12 e a Carpi, ad est porta nel Ferrarese.
In paese ha inoltre inizio l'ex strada statale 568 di Crevalcore (ora provinciale 568 R), che giunge fino a Bologna.

## Amministrazione

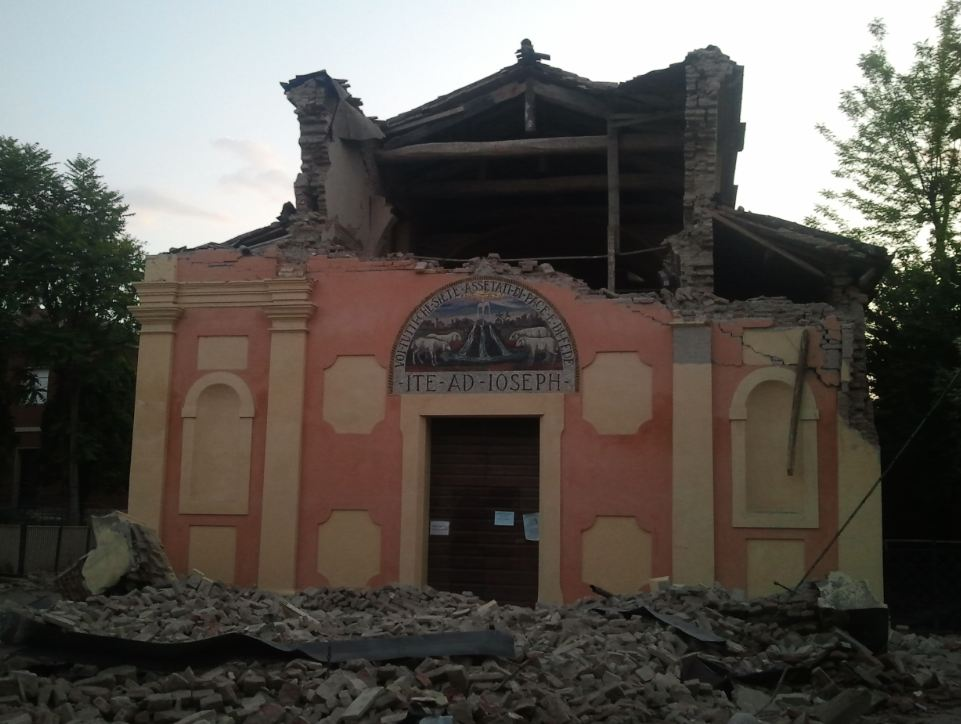
La chiesa del mulino (San Giuseppe Artigiano) a San Felice sul Panaro crollata dopo le scosse di terremoto del 20 maggio 2012

| Periodo          | Periodo          | Primo cittadino   | Partito                             | Carica  | Note   |
| ---------------- | ---------------- | ----------------- | ----------------------------------- | ------- | ------ |
| 29 maggio 1988   | 10 febbraio 1990 | Gabriele Pivanti  | Partito Comunista Italiano          | Sindaco | [ 18 ] |
| 11 febbraio 1990 | 22 aprile 1995   | Giovanni Manzini  | Democrazia Cristiana                | Sindaco | [ 18 ] |
| 23 aprile 1995   | 12 giugno 2004   | Mauro Cestari     | centro-sinistra                     | Sindaco | [ 18 ] |
| 13 giugno 2004   | 6 giugno 2009    | Mario Meschieri   | centro-sinistra                     | Sindaco | [ 18 ] |
| 7 giugno 2009    | 26 maggio 2019   | Alberto Silvestri | lista civica Insieme per San Felice | Sindaco | [ 18 ] |
| 27 maggio 2019   | in carica        | Michele Goldoni   | lista civica Noi sanfeliciani       | Sindaco | [ 18 ] |

## Monumenti e luoghi d'interesse

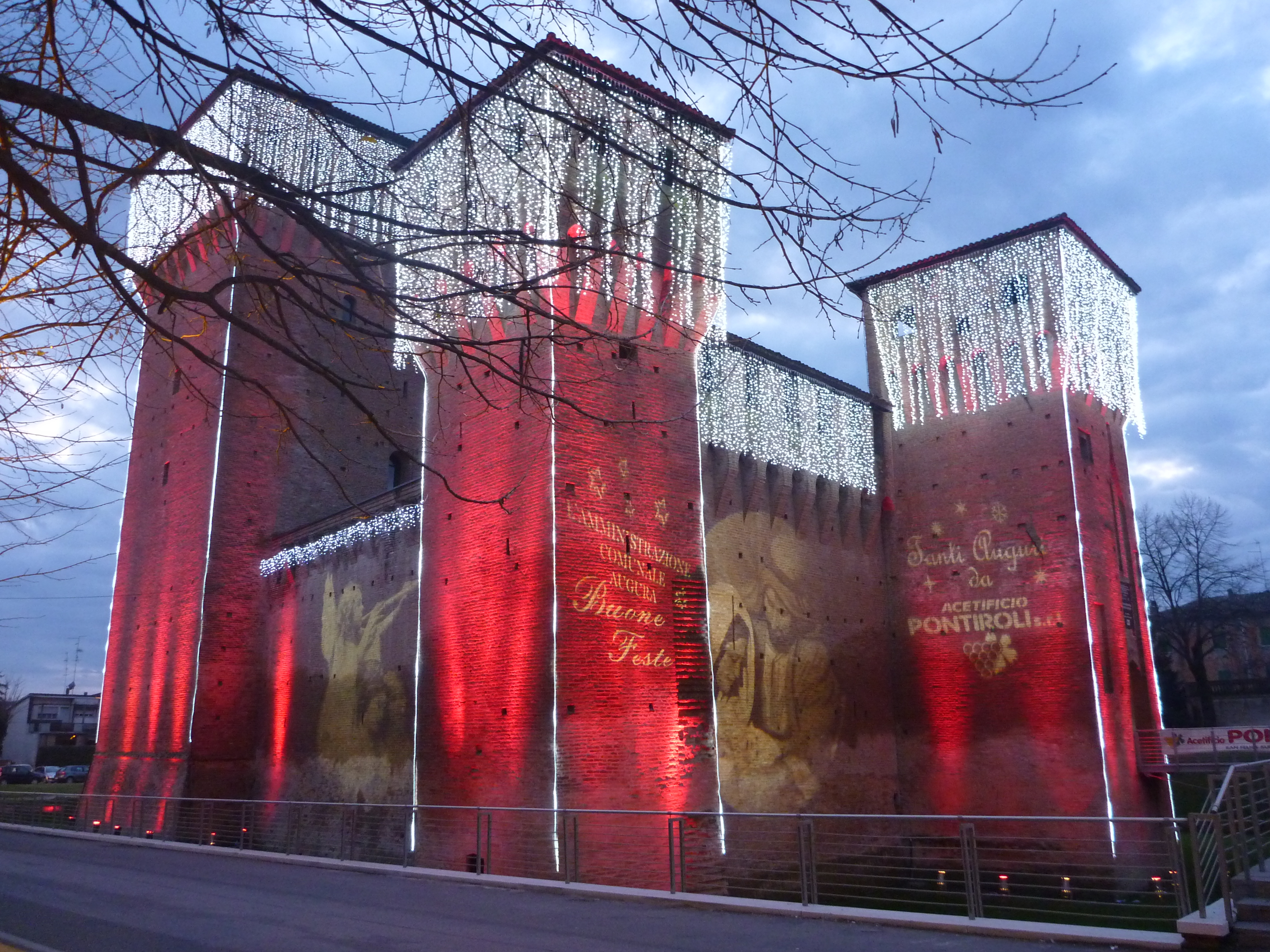
Rocca Estense Dicembre 2009 illuminazione natalizia

Vi sono numerosi luoghi d'interesse a San Felice. Tra questi spiccano:

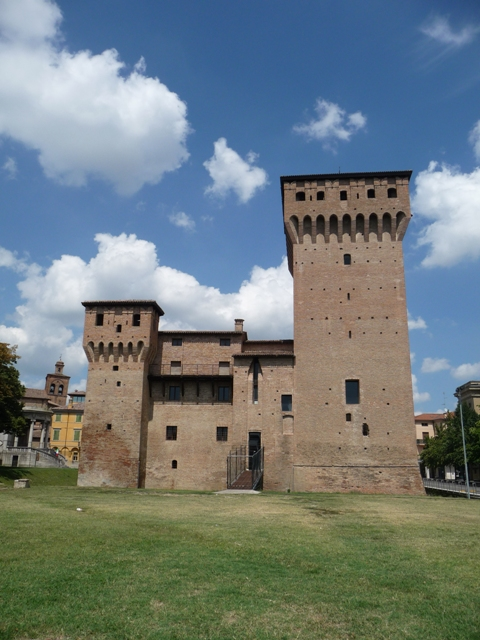
La Rocca Estense al lato sud prima del terremoto del 20 maggio 2012

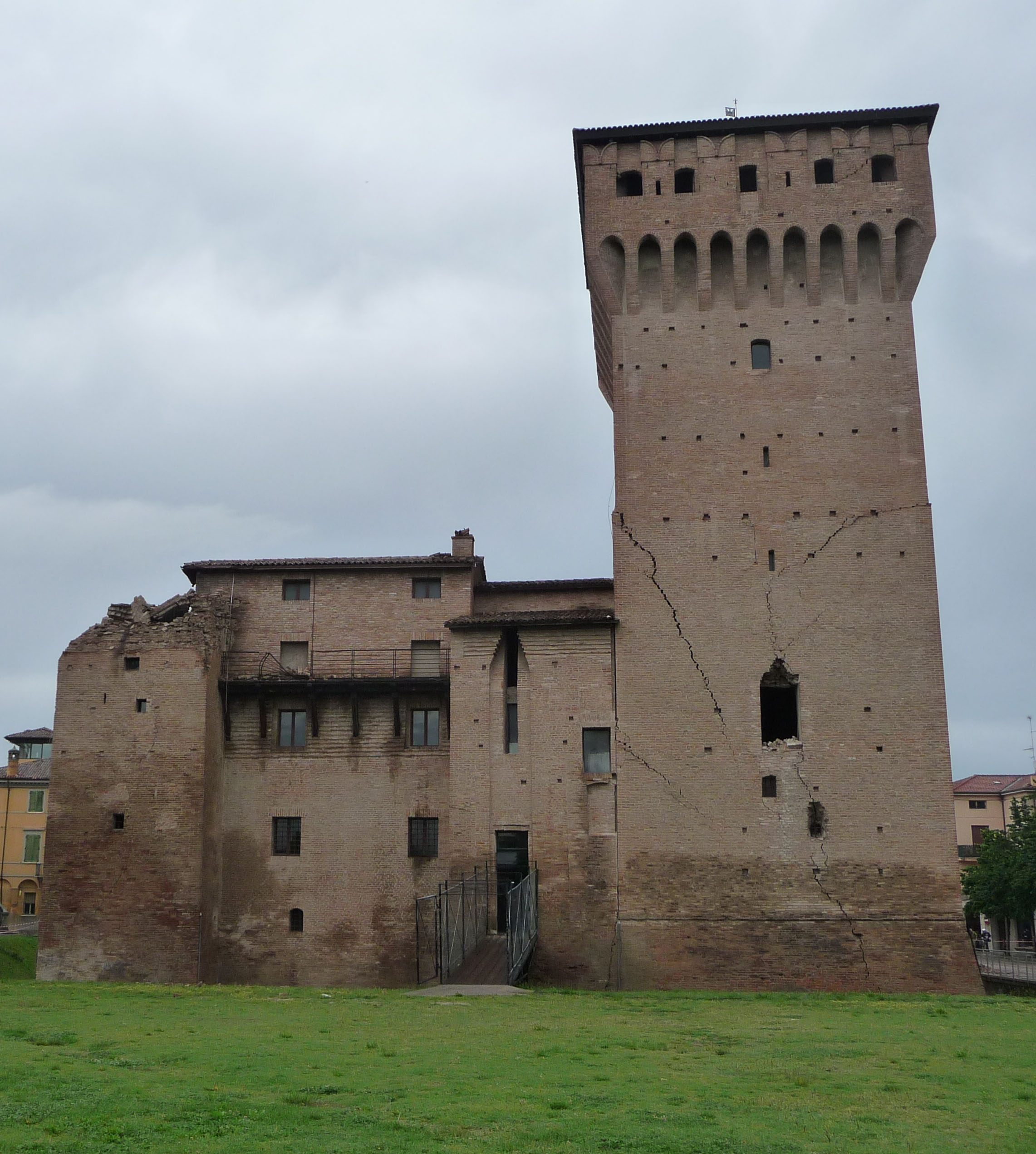
Rocca Estense lato sud 21 05 2012 dopo il terremoto del 20 maggio 2012

- La rocca Estense è il principale monumento di San Felice. Caratterizzata dalla tipica pianta quadrilatera e da quattro torri angolari, fu costruita tra il 1332 ed il 1340 su ordine del marchese Obizzo III d'Este. Nel secolo successivo, fu restaurata e ulteriormente fortificata su ordine del marchese Niccolò III d'Este, che incaricò dei lavori il famoso architetto militare Bartolino da Novara. La Rocca è stata gravemente danneggiata dal terremoto del 20 maggio 2012 che ha provocato il crollo delle coperture delle torri e gravi lesioni al mastio ulteriormente aggravate dal successivo sisma del 29 maggio 2012.[20]

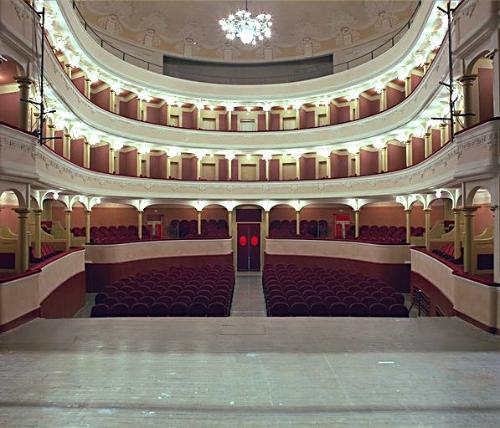
Interno del Teatro comunale

- Il teatro comunale, in stile liberty, fu costruito nel 1907 e successivamente completamente trasformato nel 1924: oggetto di importanti restauri, ha ripreso la propria funzione di teatro e sala cinematografica. Il teatro ha subito seri danni in seguito ai due terremoti del 20 e del 29 maggio 2012, che lo hanno reso gravemente inagibile provocando crolli nella parte posteriore e profonde crepe ai muri portanti.[21]
- La chiesa arcipretale di San Felice, eretta in epoca medievale e successivamente ricostruita nel 1700 in seguito ad un incendio, accoglie al suo interno numerose opere pittoriche e scultoree, fra le quali spicca un pregevole trittico cinquecentesco, opera di Bernardino Loschi, che raffigura l'Incoronazione della Vergine, San Geminiano, San Felice di Thibiuca e, nella lunetta, la Deposizione. La chiesa è stata quasi completamente distrutta dal terremoto del 20 maggio 2012, che ha provocato anche il crollo del campanile e che ha seriamente danneggiato o distrutto anche le altre chiese più piccole del paese.
- La torre dell'Orologio fu costruita nel 1594 e da allora è sempre stata il principale riferimento orario per tutti i Sanfeliciani, specialmente quelli poveri che non avevano altra indicazione oraria nel Seicento e Settecento. La Torre è stata seriamente danneggiata durante il terremoto del 20 maggio 2012 e completamente distrutta dal successivo sisma del 29 maggio 2012.[22]
- Il Bosco della Saliceta, vasta area verde della bassa modenese comprendente diversi comuni. In passato di proprietà della curia di Modena dell'abbazia di Nonantola nel medioevo, poi diverse famiglie nobili della bassa come i Molza, Pico, Padella, e dei figli di Manfredo, che crearono le famiglie nobili della bassa modenese. Il bosco divenne di proprietà del duca di Modena per la caccia ed essendo vicino a Villa Ferri un tempo palazzo o casino ducale del Duca di Modena. Poi venne il re d'Italia Vittorio Emanuele II per diverse battute di caccia con il conte Sacerdoti di Finale Emilia. Poi passò al Demanio Militare con il duca per esercitazioni a cavallo. Il bosco comprendeva un vasto territorio arrivando fino a Finale Emilia. Al suo interno venne utilizzato come distaccamento militare della Bassa Modenese dall'esercito tedesco nel 1940 fino alla fine della Seconda Guerra Mondiale, essendo al centro del territorio della bassa e vicino alle varie linee ferroviarie di Mirandola, Finale Emilia e San Felice sul Panaro. Sito importante da valorizzare a livello agronomico di piante e da riqualificare.
- Villa Ferri, edificio cinquecentesco rifatto nel XIX secolo in fogge neoclassiche, appartenuto agli Estensi e utilizzato quale dimora per le bandite di caccia nel Bosco della Saliceta. La villa è stata seriamente danneggiata dai terremoti del 20 e del 29 maggio 2012 e versa ora in condizioni di forte degrado.
- Il Palazzo dell'ex Monte di Pietà, edificio settecentesco con una meridiana realizzata da Antonio Costa e un affresco del 1777 raffigurante la Deposizione del pittore veneziano Giacomo Moretti.
- Il monumento ai caduti, mausoleo che raccoglie ottantasei salme di soldati della Grande guerra. È considerato uno dei più grandi mausolei italiani della prima guerra mondiale realizzati al di fuori di aree cimiteriali e religiose[senza fonte].
- Carlo Bergamini, in occasione del 10º anniversario della sua scomparsa il 9 ottobre 1953, fu onorato con una lapide che è stata posta sulla sua casa natale nel  centro di San Felice sul Panaro.

## Fiere e manifestazioni
La pluricentenaria Fiera di settembre, che si svolge tra la fine di agosto e l'inizio di settembre e della quale nel 2013 ha avuto luogo la 400ª edizione.
La Biennale d'Arte Roncaglia, intitolata al sanfeliciano Aldo Roncaglia, artista poliedrico, musicista, architetto e pittore, nata come "Premio Roncaglia" per volontà di Armando Bozzoli, poeta e scrittore, negli anni cinquanta e che dal 1964 è diventata "Biennale".
Notevole importanza per l'intera bassa modenese ha il "mercato settimanale" di San Felice, che si svolge il lunedì e il venerdì.
Nel mese di marzo si è svolta per alcuni anni la manifestazione Magico. Nato nel 2003 come sfilata di carnevale e come concorso fotografico con organizzazione a cura del locale circolo fotografico, Magico ha avuto luogo regolarmente fino al 2012 con edizioni che si sono succedute variando ogni anno il tema ed il titolo ed assumendo la connotazione di una sorta di rappresentazione teatrale di strada messa in atto da attori e figuranti non professionisti selezionati tra gli abitanti del comune.
L'edizione 2009, dal titolo Guerra e pace, è stata diretta da Mario Lasalandra. L'edizione 2010 ha avuto come tema Marionette, fantocci, burattini ed ha fatto registrare un ottimo successo di pubblico, replicato anche nell'edizione 2011 intitolata Viva l'Italia in occasione del 150º anniversario dell'unità nazionale, mentre l'edizione che si è svolta nel marzo del 2012 è stata intitolata Santi e miracoli.
Nonostante le difficoltà organizzative, dovute anche alle conseguenze del sisma del 2012, nel mese di maggio del 2013, ad un anno esatto dal terremoto, la manifestazione ha avuto nuovamente luogo con il titolo Diario di un sogno, avvalendosi anche della partecipazione e della collaborazione del fotografo Oliviero Toscani. 

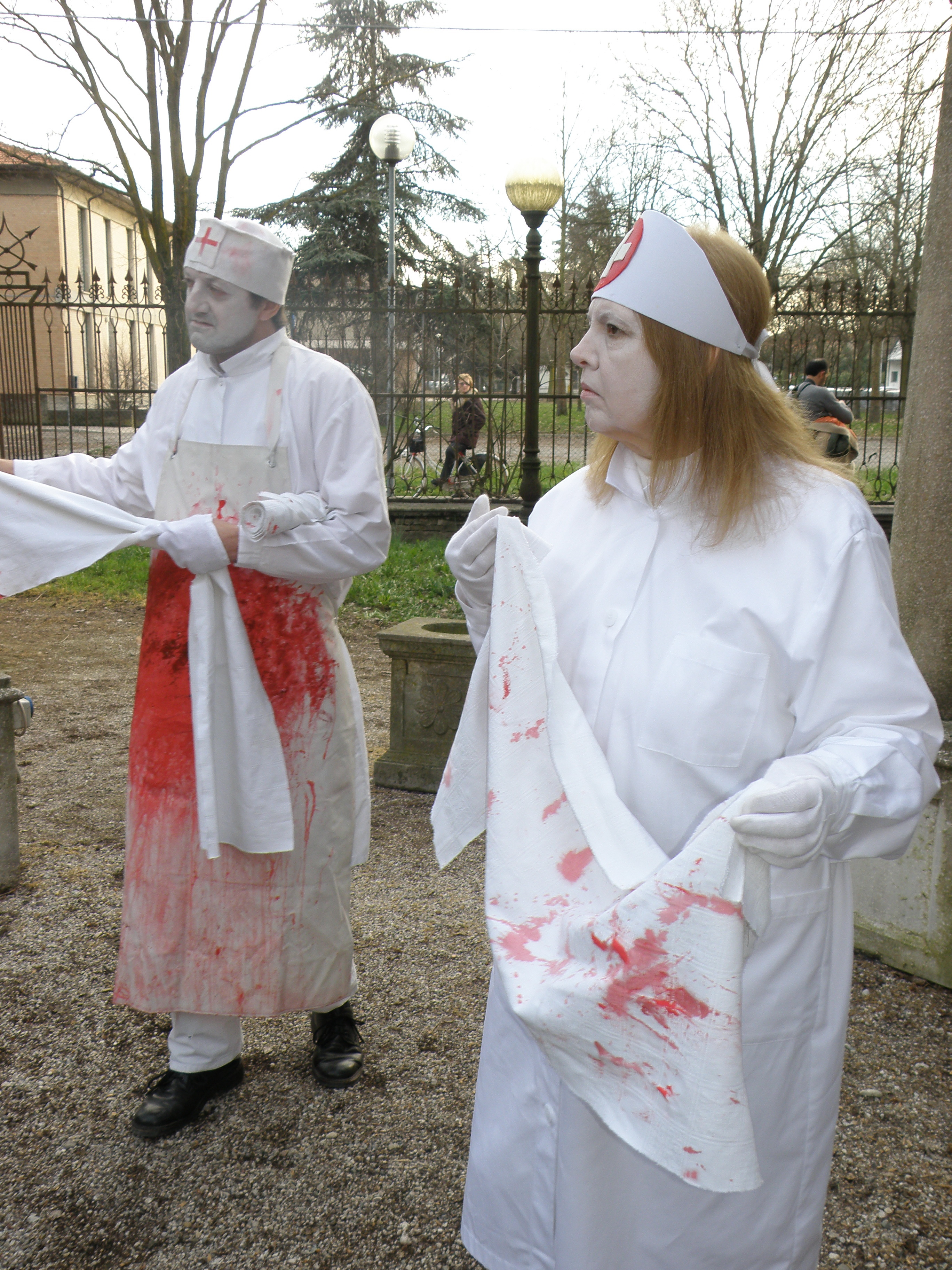
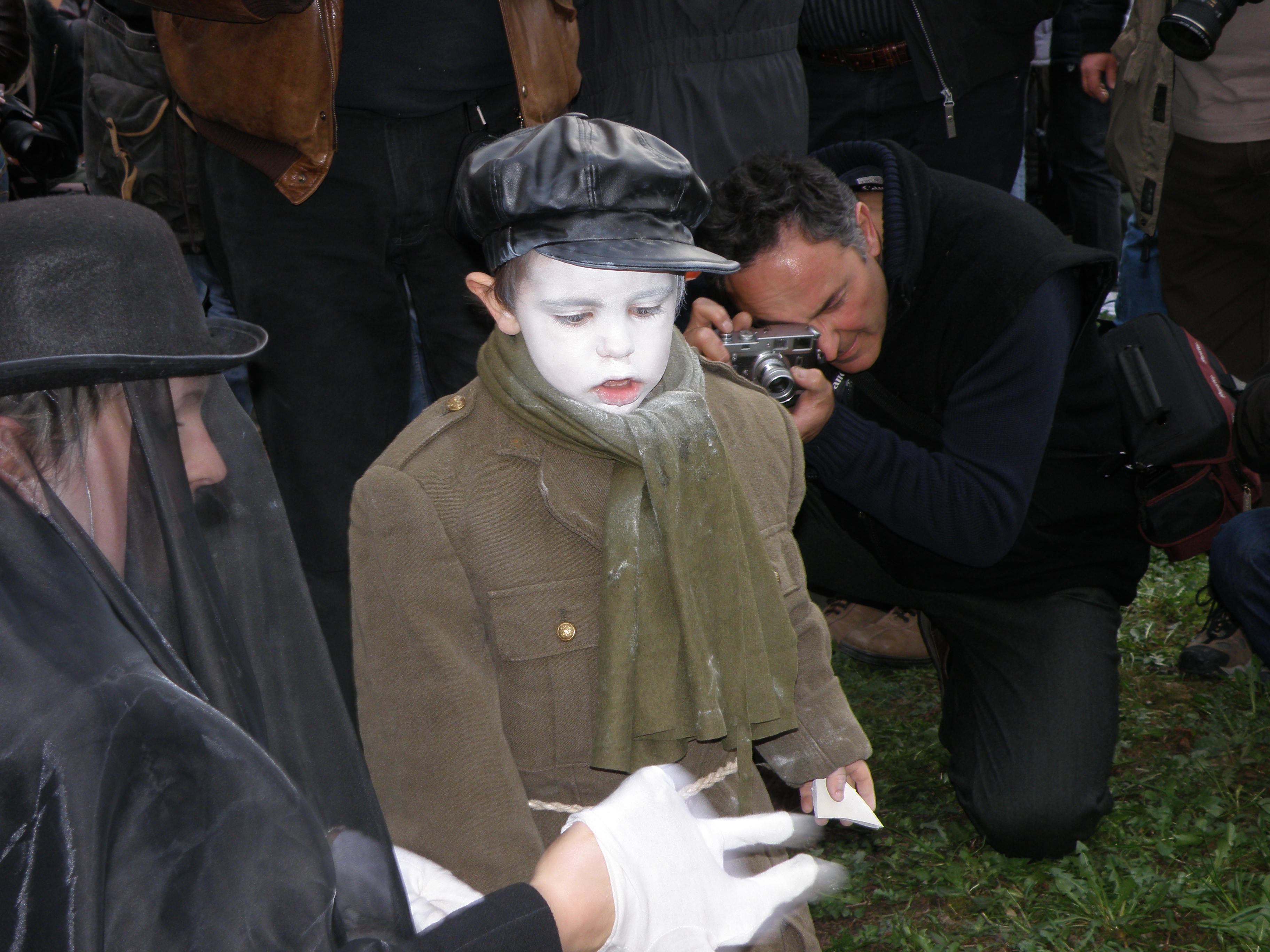
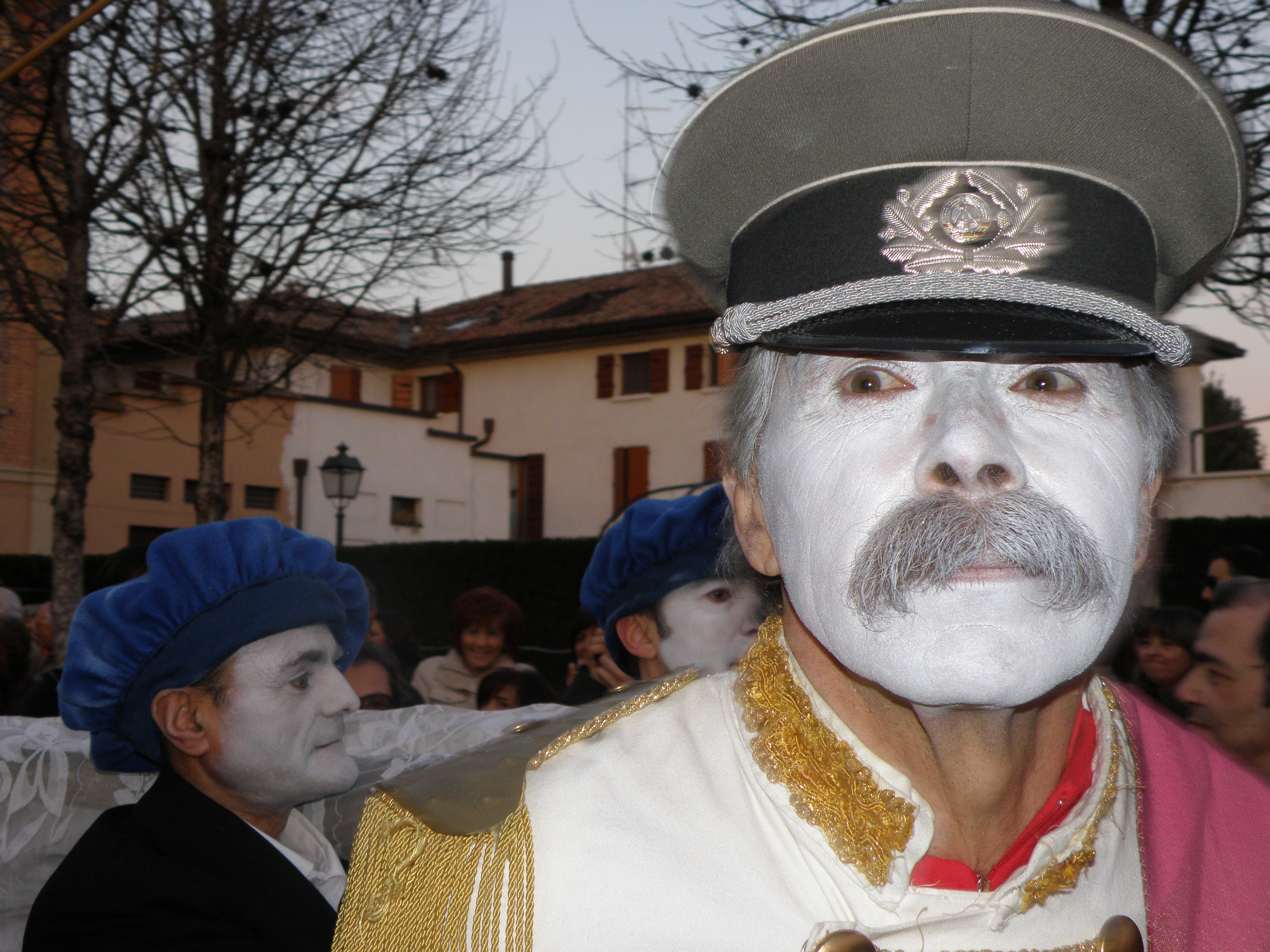
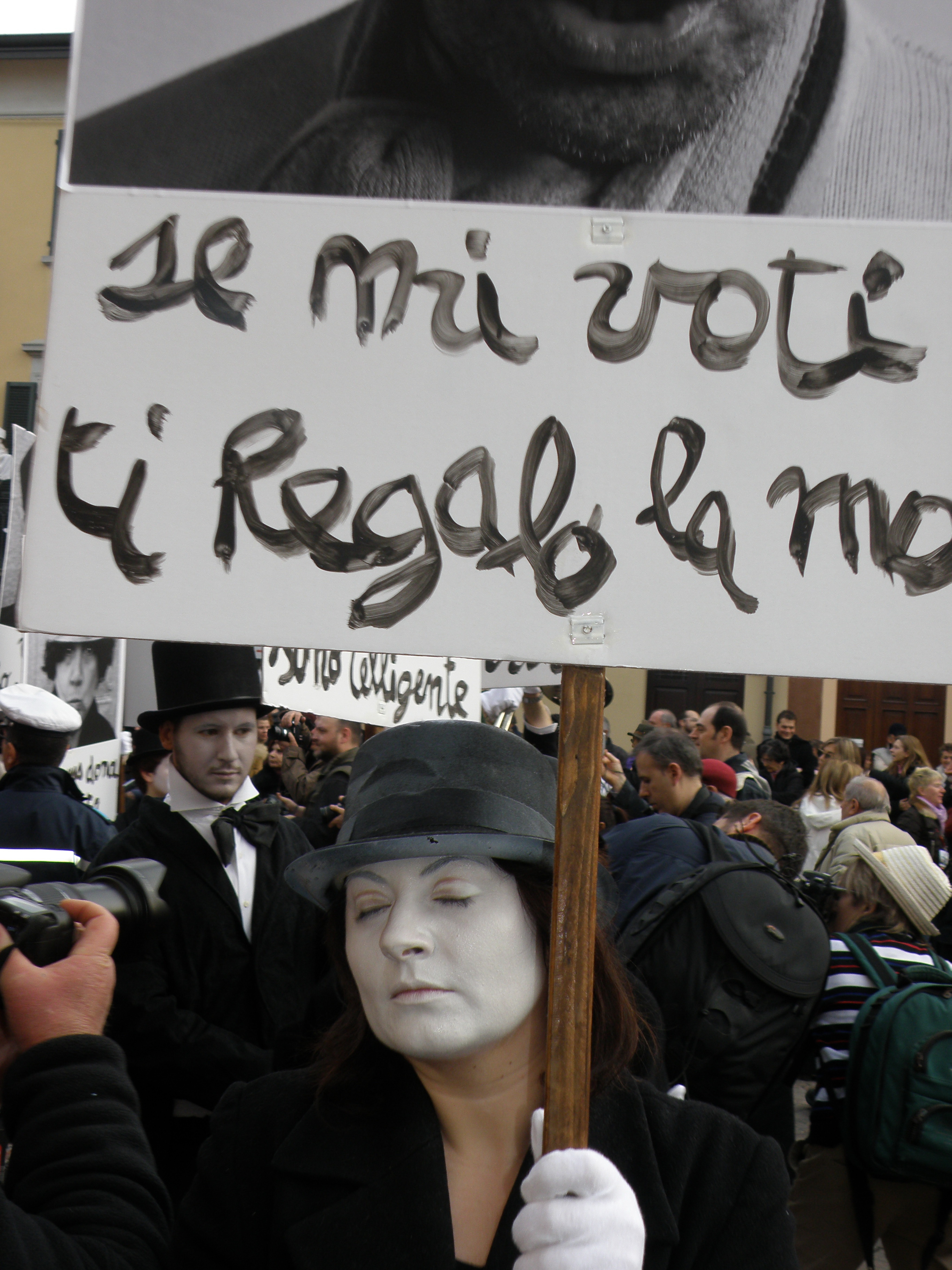
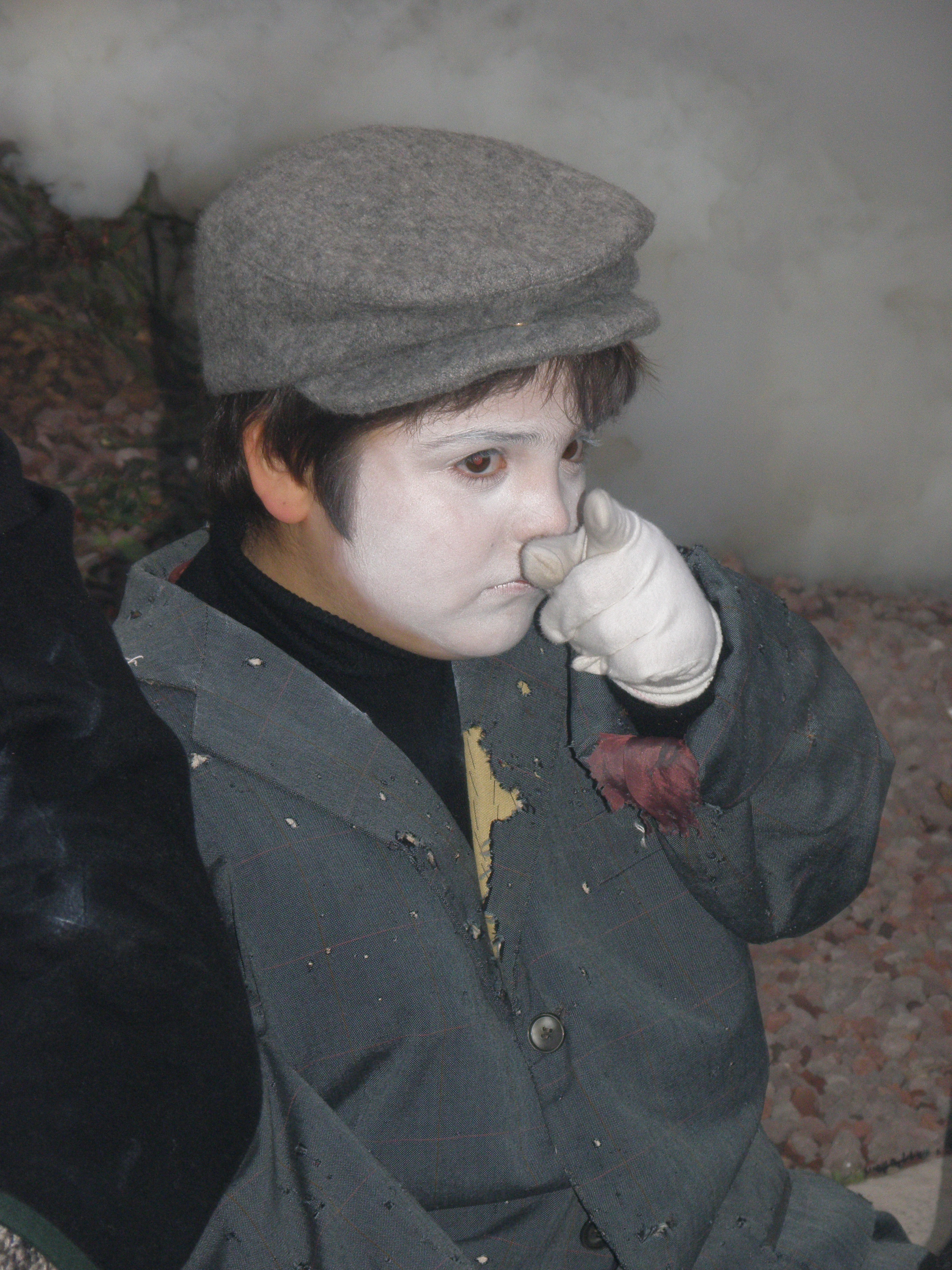
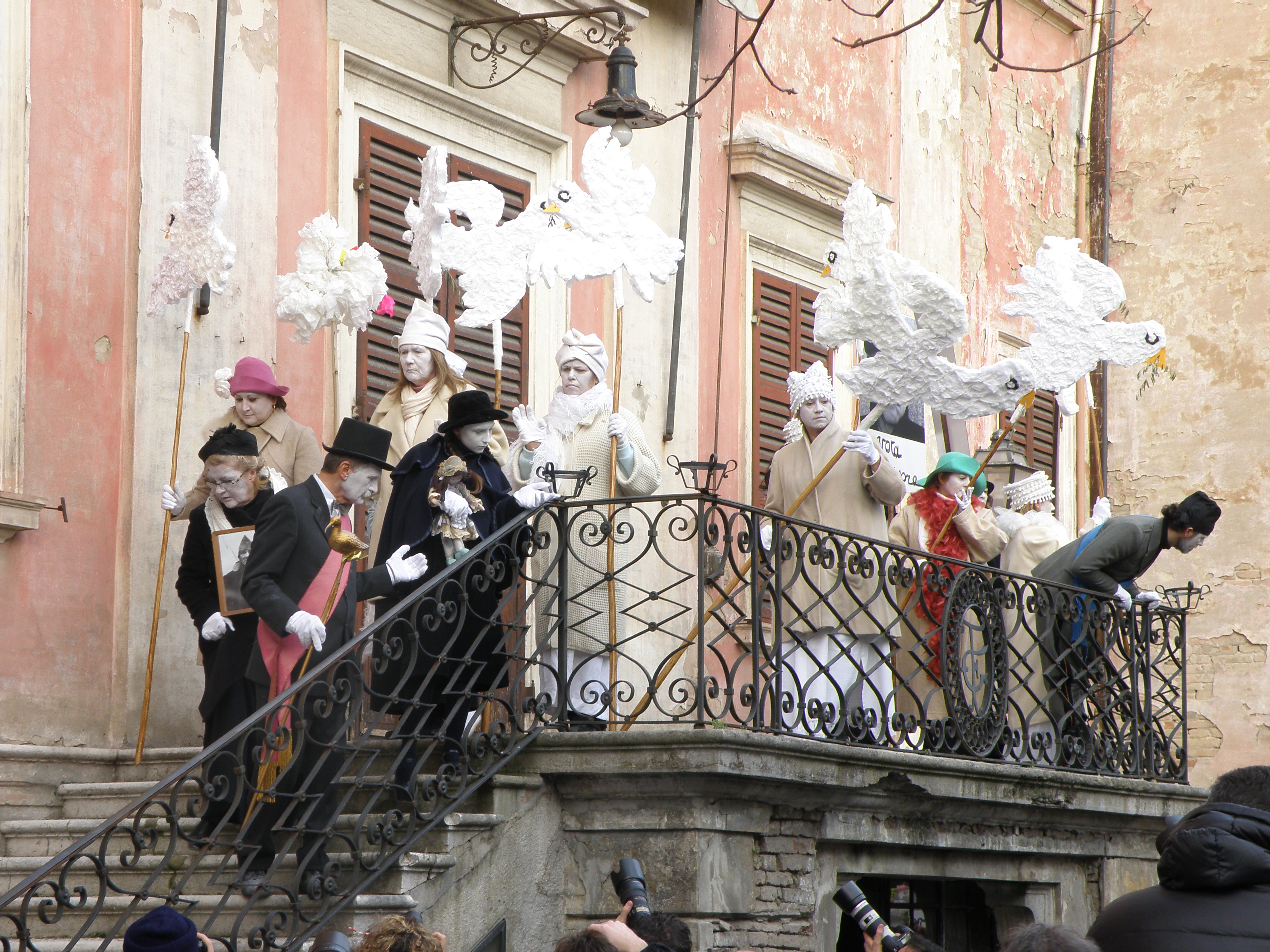

## Sport
La principale squadra di calcio del paese è stata l'U.S. San Felice che ha disputato il suo ultimo campionato di Promozione nella stagione 2024/2025, terminato all'ultimo posto. Dalla stagione successiva, a seguito della fusione con l'A.C. Medolla, l'U.S. San Felice cessa di esistere.
L'altra squadra di calcio del comune è l'A.S.D. Rivara che milita attualmente in 2ª Categoria.